# Breelaarheide
Breelaarheide, ook Brelaarheide genoemd, is een natuurgebied ten zuiden van Houthalen en ten noorden van de A2/E314 in de Belgische gemeente Houthalen-Helchteren. Het maakt deel uit van de Laambeekvallei en de vijverregio De Wijers.
Het gebied maakt deel uit van het bovenstrooms gebied van de Laambeek. Het is een terrein met kleinschalige percelen akkers, struwelen en bosjes. Ook is er een klein terreintje dat bestaat uit hoogveen. Het vochtige karakter is een kenmerk van een beekvallei, maar het wordt nog versterkt doordat zich een ijzeroerlaag in de ondiepe ondergrond bevindt. Ten oosten van de Breelaarheide, die aansluit op drogere heidegebieden zoals de Tenhaagdoornheide, bevindt zich de overgang naar het Kempens Plateau.
In het gebied zijn diverse soorten graslanden te vinden, en ook stukjes natte heide, gagelstruwelen en broekbossen.

## Galerij

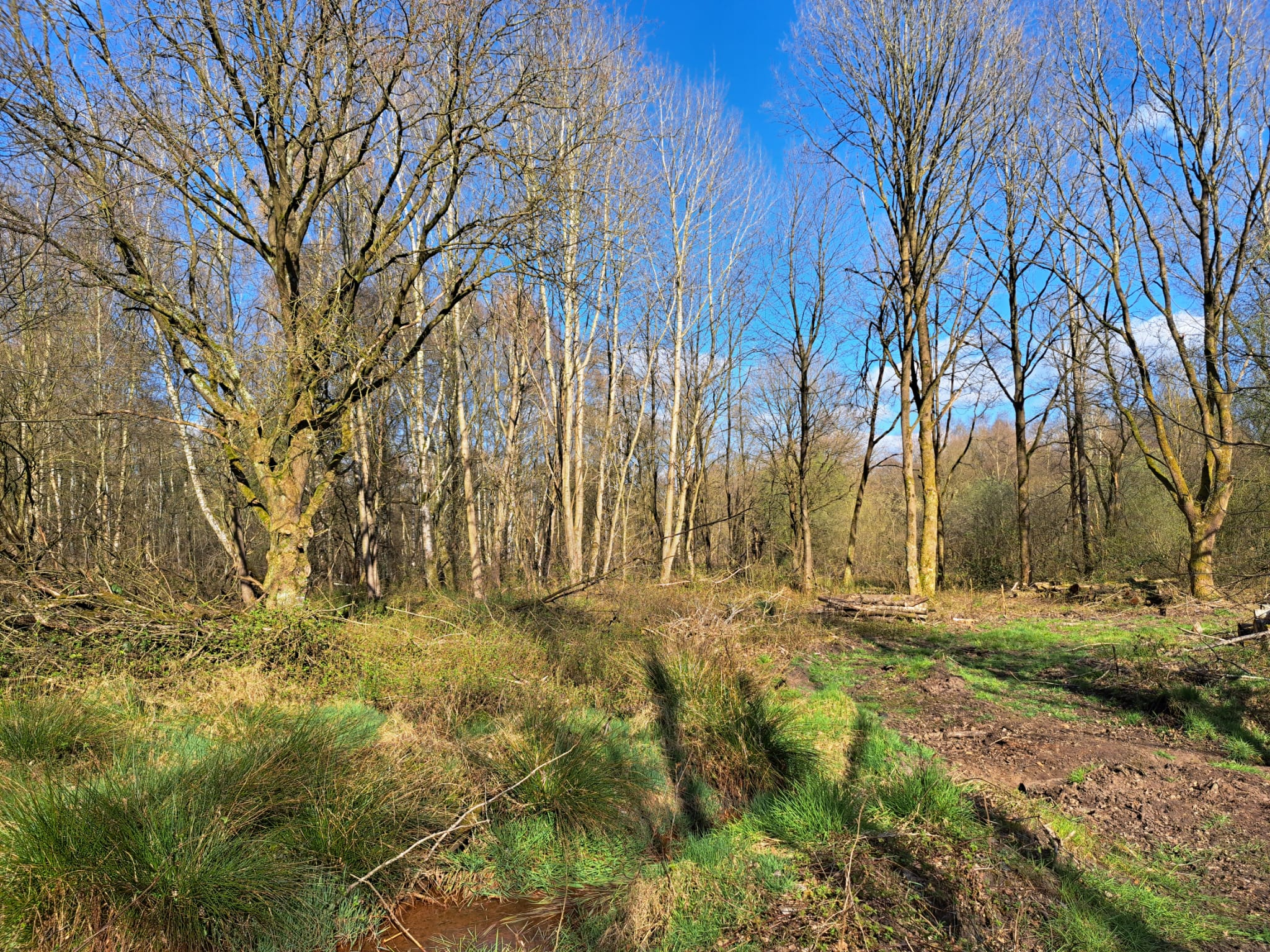
De Rodebeek
De Laambeek
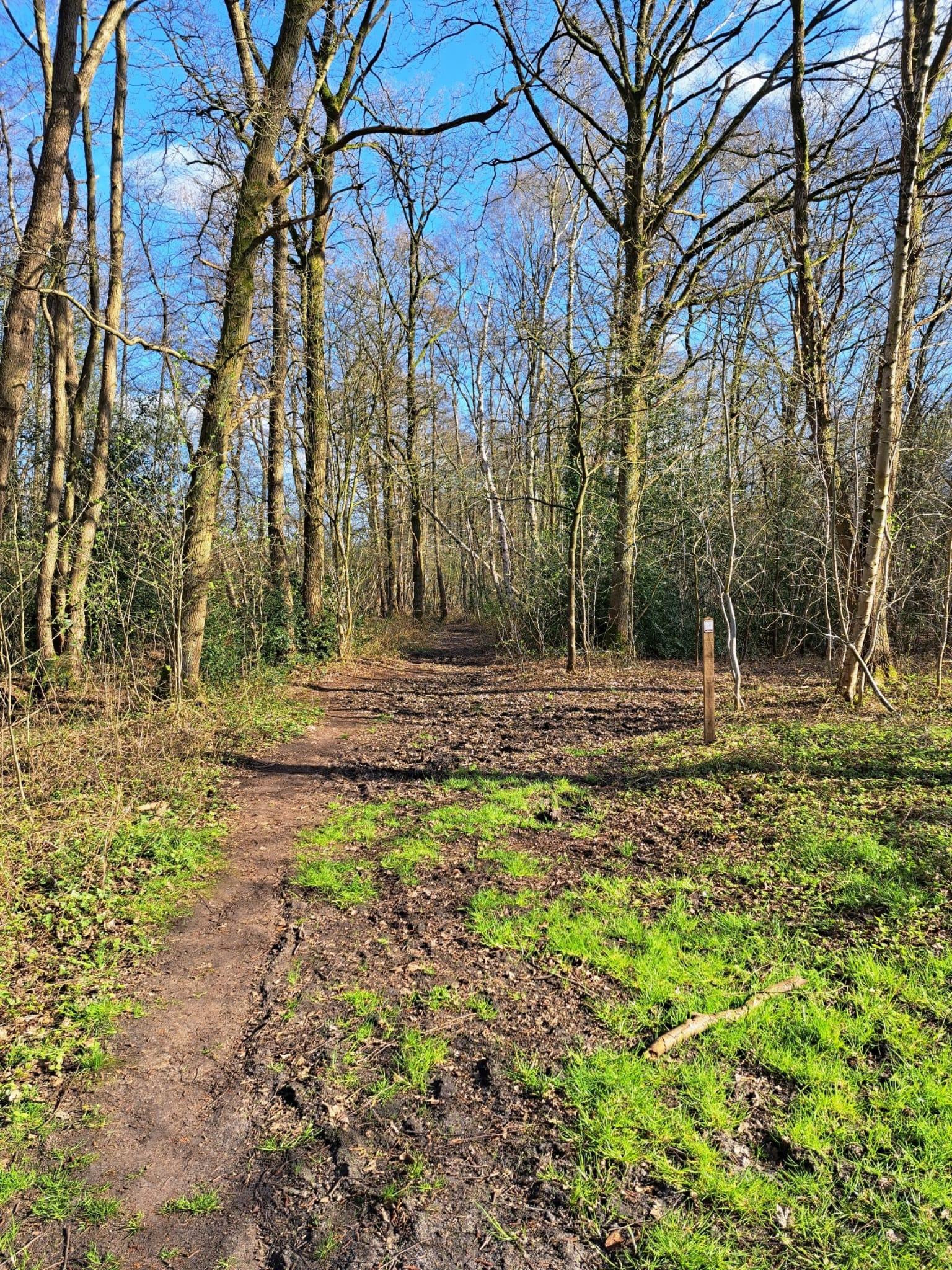